# Jack Kelly
 John Augustus „Jack“ Kelly, Jr. (* 16. September 1927 in New York; † 7. November 1992 in Huntington Beach, Kalifornien) war ein US-amerikanischer Schauspieler und Politiker. Von 1957 bis 1962 war er in 83 Folgen der populären Fernsehserie Maverick zu sehen.

## Frühe Jahre und Karriere
Jack Kelly wurde als eins von vier Kindern des Ehepaars Ann Mary „Nancy“ und John Augustus Kelly, Sr. geboren. Seine Schwester ist die bekannte Schauspielerin Nancy Kelly.
Seine erste Filmrolle spielte Kelly 1939 in Liebe und Leben des Telefonbauers A. Bell, wurde aber nicht im Abspann genannt. Es schlossen sich einige Nebenrollen in Kinofilmen der 1950er Jahre an. (Alarm im Weltall, Mord in den Wolken)
Internationale Bekanntheit erlangte er jedoch erst mit seiner Rolle in der populären Fernsehserie Maverick (1957–1962). Dort spielte er Bart Maverick, den älteren Bruder von Bret Maverick (James Garner), sowie den Cousin von Beau Maverick (Roger Moore). Eigentlich war James Garner als alleiniger Hauptdarsteller der Serie vorgesehen, jedoch erkannten die Produzenten, dass ihr Pensum an Folgen nicht zu schaffen sei, da sie für jede Episode eine Woche benötigten. Daher wurde Jack Kelly als älterer Bruder eingeführt, obwohl Kelly eigentlich nur sieben Monate älter als Garner war.
Die Folgen von Garner und Kelly wurden von unterschiedlichen Produktionsteams gleichzeitig gedreht. Manchmal treten auch beide Mavericks in einer Folge auf. Nachdem Garner nach der dritten Staffel ausgestiegen war, trat er verstärkt auf und übernahm in der fünften und letzten Staffel die alleinige Hauptrolle. Insgesamt trat er in 83 der 124 Folgen auf.
Nach dem Ende der Serie war Kelly häufig in Episodenrollen in Fernsehserien zu sehen.
Anfang der 1970er Jahre zog er nach Huntington Beach, wo er von 1983 bis 1986 Bürgermeister war.

## Privatleben und Tod
Kelly war von 1956 bis 1964 mit der Schauspielerin May Wynn verheiratet. 1969 heiratete er Jo Ann Smith in Las Vegas. Die gemeinsame Tochter Nicole wurde wenig später geboren. 1992 im Alter von 65 Jahren erlag er den Folgen eines Schlaganfalls im Human Hospital in Huntington Beach.

## Filmografie (Auswahl)
Spielfilme
- 1939: Liebe und Leben des Telefonbauers A. Bell (The Story of Alexander Graham Bell)
- 1949: Die Stadt der rauhen Männer (Fighting Man of the Plains)
- 1950: Verliebt, verlobt, verheiratet (Peggy)
- 1951: Der Todesfelsen von Colorado (New Mexico)
- 1951: U-Kreuzer Tigerhai (Submarine Command)
- 1951: Höllenreiter der Nacht (The Wild Blue Yonder)
- 1952: Unternehmen Rote Teufel (Red Ball Express)
- 1952: Bronco Buster
- 1953: Feuerkopf von Wyoming (The Redhead from Wyoming)
- 1953: Mündungsfeuer (Gunsmoke)
- 1953: Die Hand am Colt (Law and Order)
- 1953: Kolonne Süd (Column South)
- 1954: Schwarzer Freitag (Black Tuesday)
- 1955: Zur Hölle und zurück (To Hell and Back)
- 1956: Canasta (Canasta de cuentos mexicanos)
- 1956: Alarm im Weltall (Forbidden Planet)
- 1956: Mord in den Wolken (Julie)
- 1958: Die Todesfalle von Hongkong (Hong Kong Affair)
- 1968: Himmelfahrtskommando El Alamein (Commandos)
- 1969: Der gnadenlose Rächer (Young Billy Young)

Fernsehserien
- 1954: Eisenbahndetektiv Matt Clark (Stories of the Century; 1 Folge)
- 1957–1962: Maverick (83 Folgen)
- 1963–1965: Stunde der Entscheidung (Kraft Suspense Theatre; 3 Folgen)
- 1966: Batman (2 Folgen)
- 1966: Laredo (1 Folge: The Deadliest Kid in the West)
- 1971: Alias Smith und Jones (Alias Smith and Jones; 1 Folge)
- 1976–1978: Die Sieben-Millionen-Dollar-Frau (2 Folgen)
- 1977: Quincy (Quincy M.E.; 1 Folge)
- 1977: Detektiv Rockford – Anruf genügt (The Rockford Files; 2 Folgen)
- 1978: Vegas (Vega$; 1 Folge)
- 1978: Der unglaubliche Hulk (The Incredible Hulk; 1 Folge)
- 1978: Die liebestollen Stewardessen (Flying High; 1 Folge)
- 1982: Bret Maverick (1 Folge)
- 1983: Ein Colt für alle Fälle (The Fall Guy; 1 Folge)
- 1984: Der Ninja-Meister (The Master; 1 Folge)